# Stara Huta (obwód iwanofrankiwski)
Stara Huta  (ukr. Стара Гута) – wieś na Ukrainie, w  obwodzie iwanofrankiwskim, w rejonie bohorodczańskim.